# Mossjön (Gustav Adolfs socken, Värmland)
Mossjön är en sjö i Hagfors kommun i Värmland och ingår i Göta älvs huvudavrinningsområde. Sjön är 14 meter djup, har en yta på 0,681 kvadratkilometer och befinner sig 183,9 meter över havet. Vid provfiske har bland annat abborre, gers, gädda och löja fångats i sjön.

## Delavrinningsområde
Mossjön ingår i det delavrinningsområde (666339-138699) som SMHI kallar för Utloppet av Ämten. Medelhöjden är 210 meter över havet och ytan är 18,19 kvadratkilometer. Räknas de 81 avrinningsområdena uppströms in blir den ackumulerade arean 1 105,15 kvadratkilometer. Årosälven (Uvan) som avvattnar avrinningsområdet har biflödesordning 2, vilket innebär att vattnet flödar genom totalt 2 vattendrag innan det når havet efter 364 kilometer. Avrinningsområdet består mestadels av skog (64 procent) och sankmarker (13 procent). Avrinningsområdet har 2,47 kvadratkilometer vattenytor vilket ger det en sjöprocent på 13,6 procent.

## Fisk
Vid provfiske har följande fisk fångats i sjön:
- Abborre
- Gärs
- Gädda
- Löja
- Mört
- Sik